# And (Micronésie)
Pour les articles homonymes, voir Ant et And.
L'atoll d'And ou Anhd, populairement orthographiée à tort Ant, est un petit atoll situé au large de la côte ouest de l'île de Pohnpei dans les États fédérés de Micronésie. Il forme avec l'atoll de Pakin et l'île de Pohnpei le groupe des îles Seniavine.

## Géographie

### Localisation et topographie

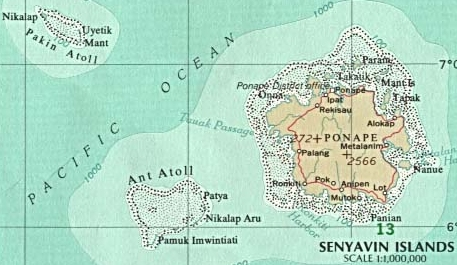
Localisation de l'atoll d'Ant à l'ouest de l'île de Pohnpei

L'atoll d'And est situé à 8 km au sud-ouest des barrières de récifs de l'île de Pohnpei et à 20 km au sud-est de l'atoll de Pakin avec lesquels il forme le groupe des îles Seniavine. Approximativement rectangulaire, l'atoll mesure 12 km par 7 km pour une superficie totale de 99 km2. Il est constitué d'un récif extérieur quasi continu d'où émergent treize îles basses, d'une hauteur maximale de 3 à 4 mètres, qui entoure un profond lagon central de 74 km2 n'ayant qu'un seul accès à la mer, le passage de Dauenai, d'une largeur de 90 m pour une profondeur de 15,2 m,,,. De la côte récifale sud-est émergent de l'est vers l'ouest une série de motu : Pasa, Nikahlap Areu, Imwinsapw, Pahnwasngki, Nalaus, Sakarawi, Tehpe, Renipiua, Dolen, Mwuroi, Pahnmwek Imwindiadi. Les côtes nord et ouest du récif sont submergées ou inondées sauf dans l'extrême nord-ouest où émergent quelques petits îlots dont le plus grand est Wolouna ou « île des oiseaux »,.
Les trois principales îles en termes de superficie sont Pasa à l'est (18,6 hectares), Nikalap Areu dans le sud-est (46,6 hectares) et Pahnmwek Imwindiadi dans le sud-ouest (60,1 hectares). Elles représentent les deux tiers des terres émergées.

### Environnement
Une superficie totale de 3,395 hectares de l'atoll est une réserve de biosphère marine de l'UNESCO depuis 2008. Des panneaux solaires ont été installés en 2015 pour le poste de garde. Il ne comporte pas de population humaine permanente. Ant accueille quelques-unes des plus grandes colonies de noddis noirs, de sternes, de fous, et de frégates dans le Pacifique. Une communauté de requins gris de récif est présente dans et autour du passage de Dauenai où se retrouvent également des éponges orange, un grand nombre de barracudas, des carangues, des balistes, des poissons-chirurgiens, des poissons-licornes, des poissons-papillons, poissons-anges, des poissons-ballons étoilés, des apogons de Kaudern, des idoles mauresques, napoléons, des raies porc-épic, des mérous, à l'occasion des murènes, des dauphins à long bec et des tortues vertes et imbriquées,. Les populations de poissons dans la passe ont diminué du milieu des années 1990 au milieu des années 2010 à cause de la surpêche,. L'île d'Imwinsapw, près de la passe, est infestée de rats. Le passage de Dauenai est un site de plongée touristique.

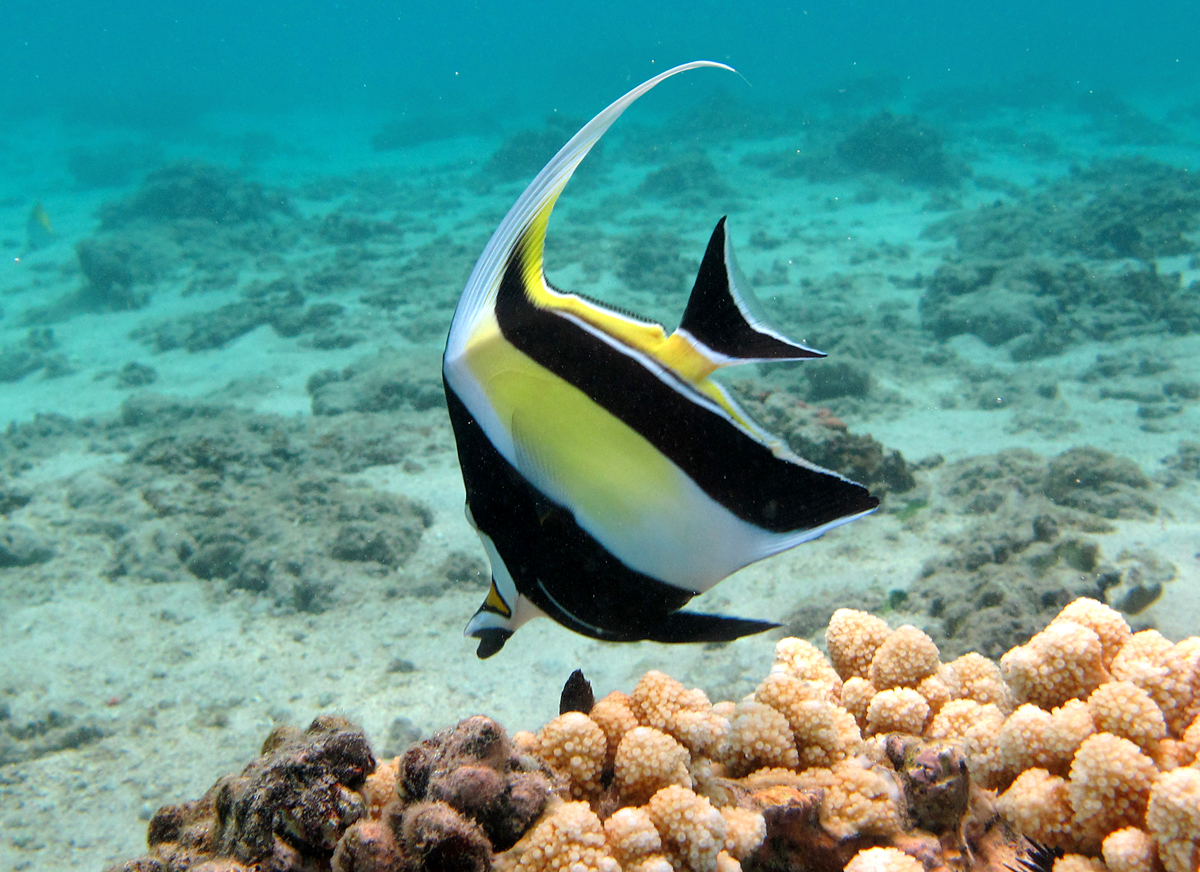
Idole mauresque
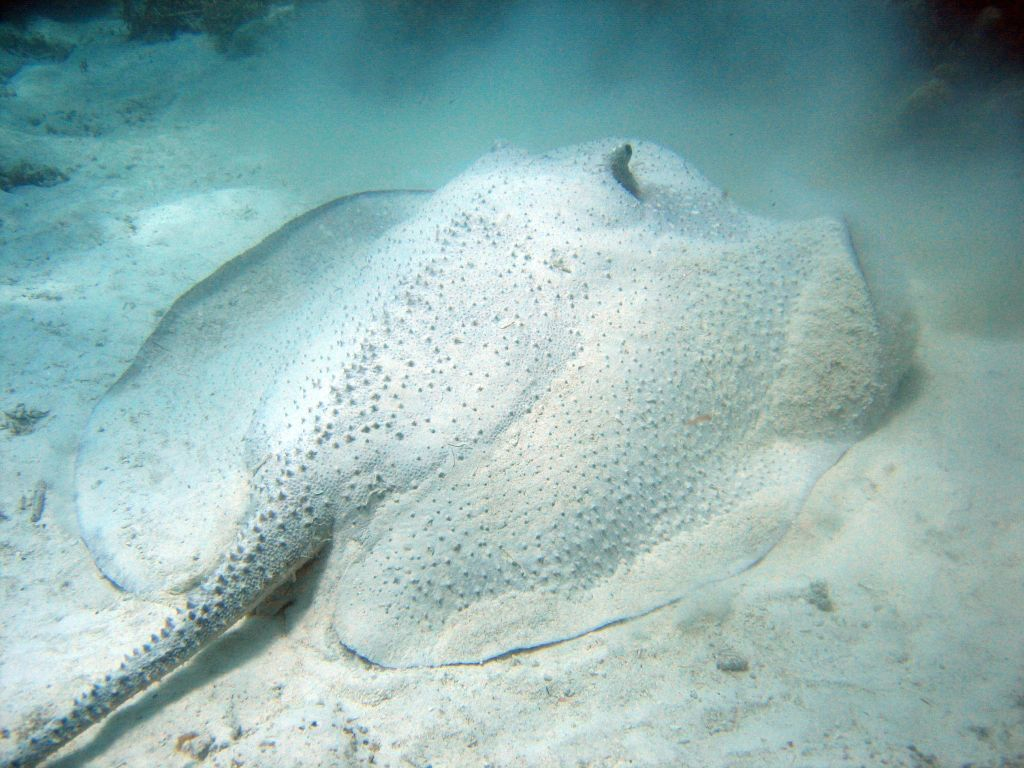
Raie porc-épic
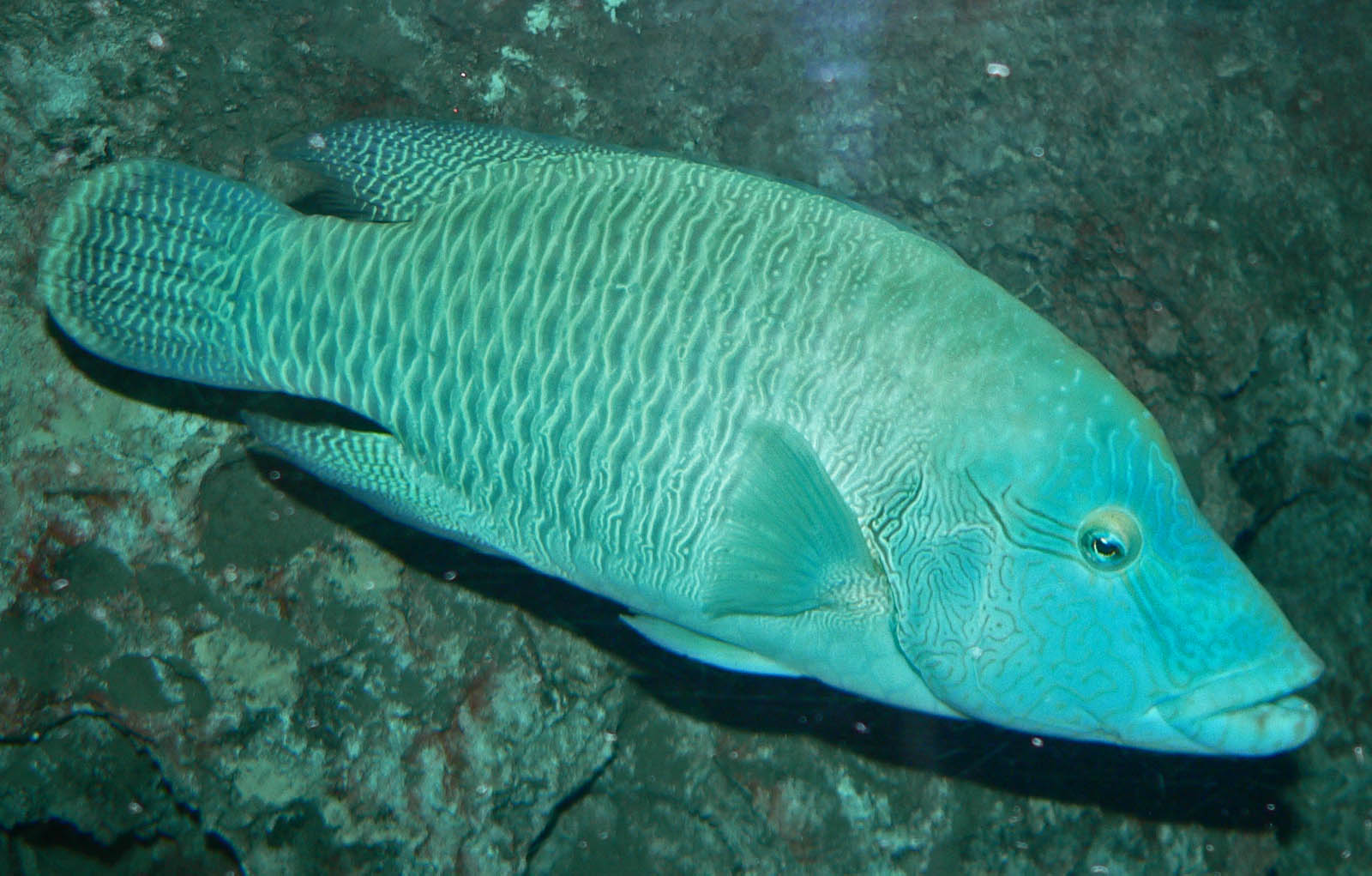
Napoléon
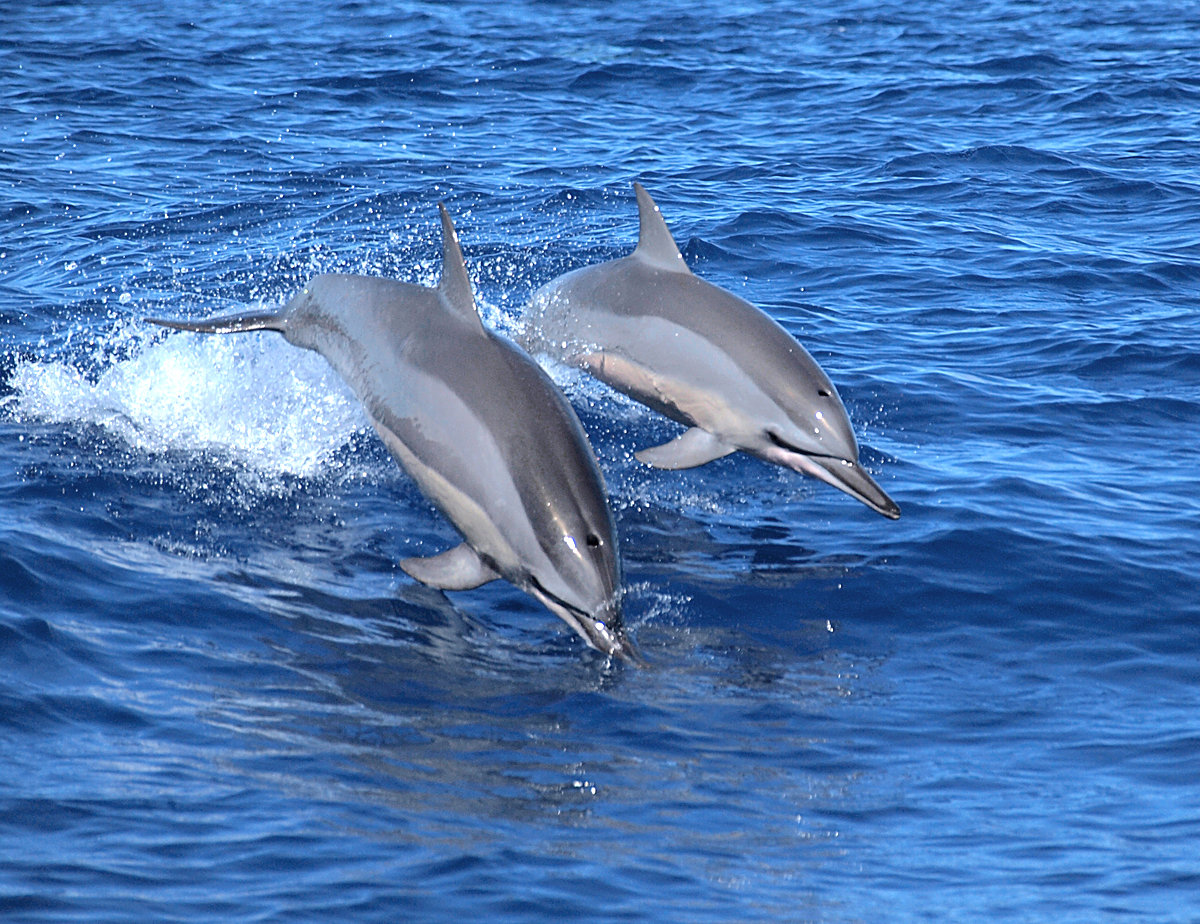
Dauphins à long bec

D'autres sites de plongée, moins connus, sont la barrière de corail près de la côté nord-ouest, près de Wolouna où les bénitiers sont communs, et le nord de l'île de Pasa. Le débarquement sur l'île de Wolouna est interdit pour protéger les habitats des oiseaux de mer.
Les sols coralliens des îles n'ont qu'une végétation limitée. Des puits ont été creusés anciennement.

### Toponymie
L'atoll d'« And » ou « Anhd », populairement orthographié à tort « Ant », est aussi dénommé « île de la Mort »,,.

### Administration
L'atoll appartient traditionnellement à la municipalité de Kitti.

## Histoire
L'atoll pourrait avoir été occupé à partir des environs de 800. Le héros mythique Isokelekel, ayant pour objectif de renverser les dirigeants de Nan Madol, séjourna sur l'atoll pour y apprendre les coutumes pohnpéiennes.
L'île est observée pour la première fois par un Européen le 14 septembre 1529 par l'espagnol Alvaro de Saavedra, peu avant sa mort, lors de sa deuxième tentative de retour depuis Tidore vers la Nouvelle-Espagne,. L'île a ensuite été abordée par Pedro Fernandez de Quiros, commandant le navire espagnol San Jeronimo, le 23 décembre 1595. Celui-ci avait pris le commandement de l'expédition espagnole dans la région après la mort de son commandant Alvaro de Mendaña.
Le pohnpeien Henry Nanpei s'installe sur l'atoll en 1862. Lui et sa famille, par manipulation des pouvoirs politiques locaux acquierent l'atoll et d'autres terres.
Les îles Carolines sont sous domination espagnole du XVIe siècle jusqu'à la fin du XIXe siècle, mais la plupart des communautés des îles de l'actuel État de Pohnpei n'ont que peu de contacts avec les Européens et vivent en toute indépendance. En 1885, à la suite d'un conflit entre l'Espagne et l'Allemagne, l'arbitrage de Léon XIII en confirme la possession à l'Espagne contre des avantages commerciaux pour l'Allemagne. Celle-ci acquiert ces îles en 1899 et les intègre à la Nouvelle-guinée allemande. Au début de la Première Guerre mondiale, en 1914, l'empire du Japon occupe la zone. Cette occupation est légalisée dans le cadre du mandat des îles du Pacifique créé en 1919 par la Société des Nations. Les îles Carolines passent sous le contrôle des États-Unis en 1944, qui les administrent en tant que Territoire sous tutelle des îles du Pacifique dans le cadre d'un mandat de l'ONU reçu en 1947. Les États fédérés de Micronésie accèdent à l'indépendance en 1986.

## Économie
L'atoll d'And est considéré comme un lieu de pêche sacré. Les esprits y sont bannis. Les historiens pensent que l'île a eu une population fluctuante entre 800 et le début de son utilisation pour la production du coprah, depuis 1800 jusqu'au début des années 1970. Jusque durant les années 1980, une seule famille, descendante de Henri Napei, vivait sur l'île de Nikelap Areu. Du taro géant des marais, cultivé anciennement, se retrouve sur les îles de Nikelap Areu et Pahnmwek Imwindiadi. L'atoll est maintenant inhabité. Il est un lieu recherché pour la plongée de loisir, la chasse sous-marine, la pêche,,.